# San Felipe el Mirador
San Felipe el Mirador är en ort i Mexiko.   Den ligger i kommunen San Juan Petlapa och delstaten Oaxaca, i den sydöstra delen av landet, 400 km sydost om huvudstaden Mexico City. San Felipe el Mirador ligger 456 meter över havet och antalet invånare är 218.
Terrängen runt San Felipe el Mirador är kuperad åt nordost, men åt sydväst är den bergig. Runt San Felipe el Mirador är det glesbefolkat, med 19 invånare per kvadratkilometer. Närmaste större samhälle är Ignacio Zaragoza, 11,7 km öster om San Felipe el Mirador. I omgivningarna runt San Felipe el Mirador växer i huvudsak städsegrön lövskog.